# Ich sehe den Mann deiner Träume
Ich sehe den Mann deiner Träume (Originaltitel: You Will Meet a Tall Dark Stranger) ist eine 2010 erschienene Tragikomödie von Woody Allen. Der in London spielende Film zeigt einen kurzen Ausschnitt aus dem Leben von zwei Paaren, Helena und Alfie sowie Sally und Roy. 

## Handlung
Der 73-jährige Alfie hat sich wegen seines Unvermögens, das Altwerden zu akzeptieren, nach 40 Ehejahren von seiner Frau Helena getrennt. Stattdessen heiratet er die weniger als halb so alte Prostituierte Charmaine, die ihn regelmäßig betrügt und letztendlich finanziell ruiniert. 
Die von ihm verlassene Helena ist verzweifelt und sucht nach einem gescheiterten Selbstmordversuch zuletzt Hilfe im Okkultismus. Auf Anraten ihrer Masseuse besucht sie regelmäßig eine angebliche Wahrsagerin, Cristal, die fortan durch ihre „Prophezeiungen“ maßgeblich Stimmungen und Tun von Helena bestimmt. Bei Freunden lernt sie den trauernden Witwer und Inhaber einer Buchhandlung für okkultistische Bücher Jonathan kennen, mit dem sie letztlich zusammenkommt, da Cristal diese Verbindung gutheißt.
Diese Fremdsteuerung von Helena ist deren und Alfies gemeinsamer Tochter Sally anfangs nur recht, solange nur ihre Mutter wieder glücklicher ist. Denn Sally hat selber genug Probleme: So verläuft ihre eigene Ehe mit dem studierten Mediziner Roy, einem sich in einer Lebens- und Schaffenskrise befindenden Autor, alles andere als harmonisch. Obwohl nach seinem ersten, erfolgreichen Roman als erfolgversprechender Schriftsteller gefeiert, tut sich Roy bei der Arbeit an seinem vierten Buch schwer, nachdem bereits sein zweites und drittes Werk einen Misserfolg darstellten. Finanziell kann das Paar, mehr schlecht als recht, nur mithilfe finanzieller Unterstützung durch Helena und durch Sallys Arbeit als persönliche Sekretärin des erfolgreichen Galeristen Greg Clemente überleben.
Roy, genervt von den ständigen Streitereien mit Sally, beobachtet von seinem Schlafzimmer aus regelmäßig eine junge und hübsche Musikwissenschaftsdoktorandin namens Dia beim Musizieren. Eines Tages lädt Roy die indischstämmige Nachbarin zum Mittagessen ein, woraus sich eine immer innigere Beziehung entspinnt. Als es nach der Ablehnung seines mittlerweile fertiggestellten vierten Romans durch den Verleger zur Trennung von Sally kommt, zieht Roy bei Dia ein. Diese sagt für Roy in letzter Sekunde ihre bevorstehende Hochzeit mit dem Diplomaten Alan ab. Als Roy erfährt, dass einer seiner Freunde, der verschrobene angehende Schriftsteller Henry Strangler, bei einem Verkehrsunfall gestorben sei, ergreift er diese Gelegenheit, um dessen mutmaßlich großartiges Erstlingswerk zu stehlen und als eigenes auszugeben. Für dieses Werk erntet er bei Dias Vater, einem Übersetzer, und seinem Verleger riesige Vorschusslorbeeren. Doch kurz darauf erfährt er, dass Henry gar nicht gestorben ist, sondern nur im Koma liegt und gute Chancen auf Genesung hat. Er fällt aus allen Wolken.
Sally hingegen verliebt sich in ihren Chef, Greg Clemente. Dieser weicht ihren zögerlich geäußerten Avancen aber trotz eines gemeinsamen Opernbesuchs ungeschickt aus. Nachdem Sally erfährt, dass Greg eine Affäre mit ihrer Freundin Iris, einer von Sally an die Galerie von Greg vermittelten Künstlerin hat, beschließt sie, sich mit einer Freundin selbständig zu machen. Dafür bittet sie ihre Mutter Helena um ein Darlehen. 
Der Film endet damit, dass Helena dem Versuch Alfies, wieder mit ihr zusammenzukommen, widersteht und die Zusage für das Darlehen für Sallys Galerieprojekt wieder zurückzieht, da die Sterne für eine solche Transaktion laut ihrer Wahrsagerin Cristal auf unbestimmte Zeit sehr ungünstig stünden. Alfie erfährt von Charmaine, dass sie schwanger ist, doch er misstraut deren Versicherung, dass das Kind von ihm ist. Ein Erzähler aus dem Off berichtet, dass das menschliche Leben – frei nach Shakespeare – „Schall und Wahn“ sei und „nichts bedeute“.

## Kritiken

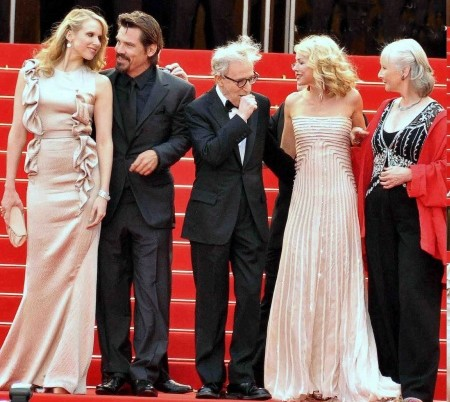
Teile der Filmcrew in Cannes 2010

„Nach einigen Reinfällen läuft Woody Allen zu alter Form auf: In "Ich sehe den Mann deiner Träume" schaut er Glücksrittern dabei zu, wie sie Trugbildern folgen. Eine gelungene Mixtur aus großer Metaphysik und kleinen Pointen.“

„Die Gründe, warum „You Will Meet A Tall Dark Stranger“ trotz des geballten Lobes „nur“ ein guter Film ist, gelten in ähnlicher Weise für viele Werke Woody Allens. Der Regisseur und Autor variiert seine Themen und Inhalte nicht wesentlich. Großartig Neues fördert die Komödie nicht zu Tage. Seine Kritiker werden ihm das wie immer aufs Brot schmieren und alle Vorzüge mit diesem einen Argument für irrelevant erklären. Das wäre jedoch unfair. Allen hat seinen Stil, den zieht er Jahr für Jahr, Film für Film wie ein Uhrwerk durch. Damit ist er kein Massenliebling - vielen geht er ganz im Gegenteil sogar auf die Nerven -, aber seine treue Fangemeinde ist immer wieder froh, in die unverwechselbare Welt des New Yorkers eintauchen zu dürfen und sie wird auch diesmal nicht enttäuscht.“

Die Deutsche Film- und Medienbewertung FBW in Wiesbaden verlieh dem Film das Prädikat wertvoll.

## Hintergründe
Ich sehe den Mann deiner Träume ist Woody Allens 41. Regiearbeit und gleichzeitig – nach Match Point, Scoop und Cassandras Traum – der vierte Film des Regisseurs, der in London gedreht wurde. Er feierte Premiere bei den 63. Internationalen Filmfestspielen von Cannes am 15. Mai 2010, wo er außer Konkurrenz gezeigt wurde, und lief in den USA am 23. September 2010 an. In Deutschland kam er am 2. Dezember 2010 in die Kinos.